# Tjurken (Ryssby socken, Småland)
Tjurken är en sjö i Alvesta kommun och Ljungby kommun i Småland och ingår i Helge ås huvudavrinningsområde. Sjön är 12 meter djup, har en yta på 6,05 kvadratkilometer och befinner sig 163 meter över havet. Sjön avvattnas av vattendraget Lilla Helge å (Granhultsån). Vid provfiske har bland annat abborre, braxen, gers och gädda fångats i sjön.

## Delavrinningsområde
Tjurken ingår i det delavrinningsområde (630211-140623) som SMHI kallar för Utloppet av Tjurken. Medelhöjden är 177 meter över havet och ytan är 34,32 kvadratkilometer. Det finns ett avrinningsområde uppströms, och räknas det in blir den ackumulerade arean 67,13 kvadratkilometer. Lilla Helge å (Granhultsån) som avvattnar avrinningsområdet har biflödesordning 2, vilket innebär att vattnet flödar genom totalt 2 vattendrag innan det når havet efter 169 kilometer. Avrinningsområdet består mestadels av skog (76 %). Avrinningsområdet har 6,66 kvadratkilometer vattenytor vilket ger det en sjöprocent på 19,4 %.

## Fisk
Vid provfiske har följande fisk fångats i sjön:
- Abborre
- Braxen
- Gärs
- Gädda
- Löja
- Mört
- Sik
- Siklöja